# Płatności małżeńskie

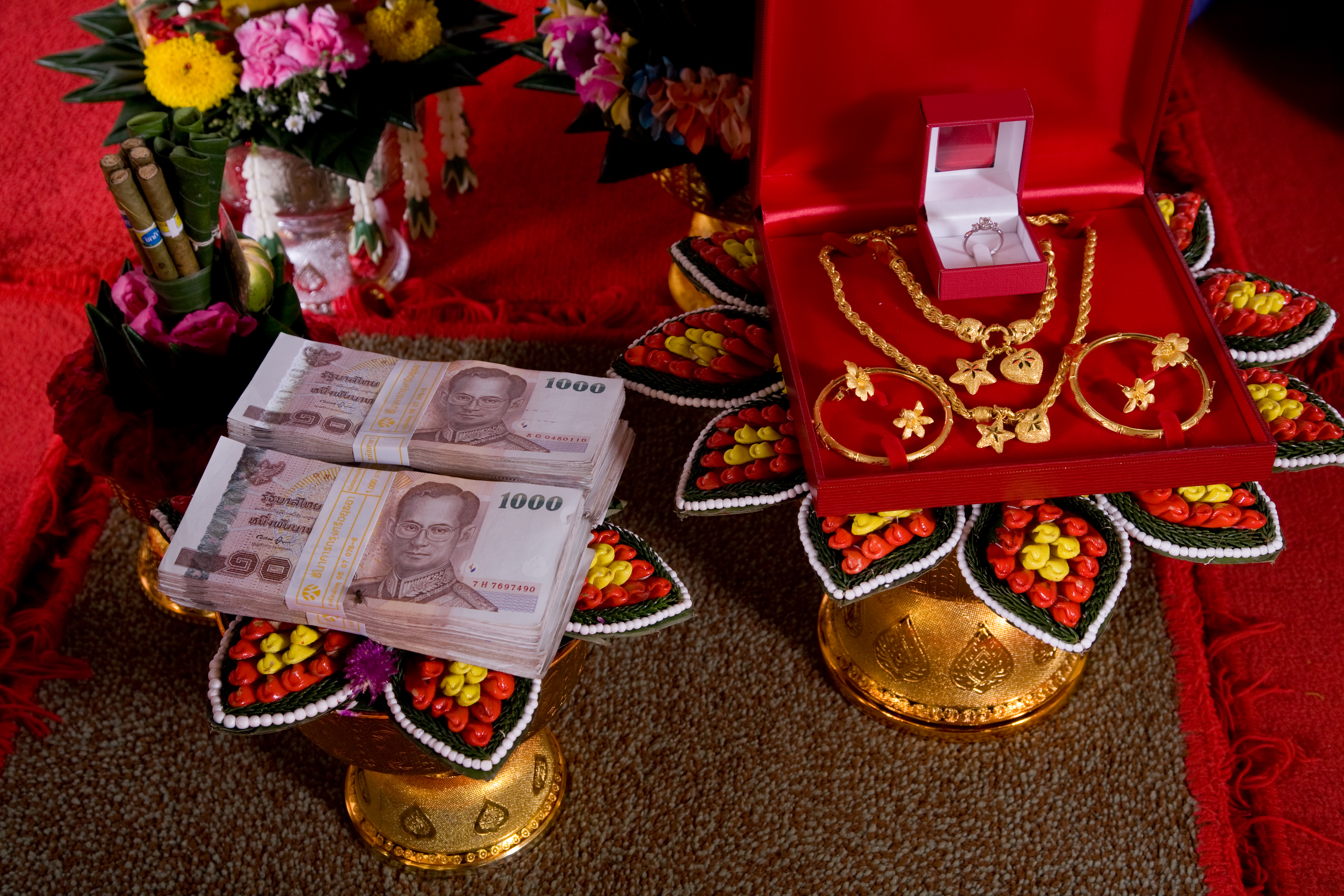
Tradycyjna, formalna prezentacja zapłaty za pannę młodą (tzw. sin sot) podczas ceremonii zaręczyn w Tajlandii.

Płatności małżeńskie to zwyczajowa wymiana określonych dóbr materialnych między stronami małżeństwa lub jednostronne obdarowywanie przy okazji zawierania małżeństwa. W zależności od kręgu kulturowego płatności małżeńskie mogą wyrażać się w różnych postaciach. Najbardziej znane to:
- zapłata za pannę młodą – polega na przekazaniu przyszłej żonie i jej rodzinie przez pana młodego i jego rodzinę dóbr materialnych wysoko cenionych w danej społeczności i stanowiących miarę zamożności. (zob. też wiano, w kulturze islamskiej jest to tzw. Mahr). Potoczne rozumienie terminu zapłata w tym kontekście niewiele pomaga w zrozumieniu roli, jaką pełni ona w społeczeństwach, w których występuje. W społeczeństwach wolnorynkowych zapłata za coś zwykle wiąże się z uzyskaniem prawa do dowolnego tym rozporządzania. W kontekście małżeństwa zapłata powinna być rozumiana jako: 1. Ekwiwalent straty jaką ponosi rodzina i krewni kobiety, od których zostaje ona odseparowana (przez co pozbawieni oni zostają tego, co będzie efektem jej płodności i pracy). 2. Wynagrodzenie jej rodziny za dotychczasową opiekę nad kobietą, dbanie o jej zdrowie, umiejętności itd., innymi słowy za wszystko co kobieta daję kręgowi męża, a co powiązane jest przyczynowo z jej okresem życia w domostwie natywnym i własnym kręgu rodzinnym. Natomiast w starej tradycji żydowskiej przekazanie sumy dla rodziców panny młodej miało nazwę mohar. Było ono czasem zastępowane pracą dla przyszłego teścia[1]. Według R. de Vaux, nie można moharu rozumieć jako zapłaty, w sensie transakcji finansowej, lecz jako zabezpieczenie panny młodej w razie rozpadu związku[2].

- służba pana młodego – w postaci pracy, jaką musi on wykonać na rzecz rodziny swej żony. Jest to substytut ceny za pannę młodą i ma miejsce w sytuacji, gdy z jakichś powodów pan młody nie może uiścić zwykłej opłaty.

- posag – wypłacany przez pannę młodą i jej rodzinę panu młodemu i jego rodzinie (w prawie Starożytnego Rzymu był to tzw. dos). Obyczaj dawania posagu spotyka się w kulturach, gdzie monogamia jest narzucona społecznie - znajdujemy go w 37% rozwarstwionych społeczeństw monogamicznych, a tylko w 2% nierozwarstwionych. W społeczeństwach poliginicznych jest to mniej więcej 1%. Formułując to inaczej: choć tylko w 7% zbadanych społeczeństw występuje społecznie narzucona monogamia, to właśnie one stanowią 77% kultur z tradycją posagu. Wynikałoby z tego, że posag jest efektem braku równowagi rynkowej (na rynku małżeńskim). Monogamia, przypisując każdego mężczyznę tylko do jednej kobiety, powoduje, że bogaci mężczyźni stają się cennym towarem, posag zaś to cena, jaką się za nich płaci. Gdyby dopuszczono wielożeństwo, rynek łatwiej by się uregulował: mężczyźni z pożądanymi przymiotami żeniliby się z kilkoma kobietami, zamiast wymagać wielkich posagów[3]. W Indiach do dziś panuje zwyczaj przekazywania posagu, który choć został tam zdelegalizowany w 1947 roku staje się jednak podstawą żądań i w konsekwencji przyczyną przeszło 8 tysięcy zabójstw kobiet rocznie w tym kraju[4].
- wymiana podarunków polegająca na tym, że zarówno krewni kobiety jaki mężczyzny wzajemnie uiszczają płatności, bądź przekazują sobie podarunki. Krewni mężczyzny uiszczają cenę za pannę młodą, a krewni panny młodej wypłacają posag.